# Miwa clips vol.1
『miwa clips vol.1』（ミワ クリップス ボリュームワン）は、miwaの初のビデオ・クリップ映像作品である。公式の映像作品としては2枚目のリリースとなる。

## 概要
1stから8thシングルまでのミュージック・ビデオクリップを収録。なお、「いくつになっても」はライブ映像から引用している。また、本作の発売を記念して、ビデオ・クリップ未制作のmiwaの楽曲から、1曲について制作すると言う公募が行われ、その結果「again×again」が新たに制作、収録された。
DVD・BD、それぞれ初回生産限定盤・通常版の4種パッケージでリリース。初回生産限定盤仕様は、スリーブケース入り、12pブックレット付き、特典映像あり。通常盤では8pブックレットのみとなる。
音声トラック：リニアPCM (48KHz/16bit) ※Blu-ray本編

## 収録曲
初回生産限定盤、通常盤共通部分は以下の通り。
1. don't cry anymore
2. リトルガール
  - 監督：Hideyuki Tokigawa
3. chAngE
4. オトシモノ
5. 春になったら
  - 監督：福居英晃
6. 441
  - 監督：番場秀一
7. FRiDAY-MA-MAGiC
  - 監督：斎藤渉
8. 片想い
  - 監督：岩井俊二
9. いくつになっても
  - 2012年3月14日開催の「ホワイトデー女子会 in 渋谷」（shibuya eggman）の映像を引用（音楽はCDバージョン）
10. again×again

### 特典映像（初回生産限定盤のみ)
- 収録MVの全メイキングビデオ（オフショット）
- 既発全シングル、全アルバムのテレビCMスポット映像